# Marimbault
Marimbault ist eine französische Gemeinde mit 191 Einwohnern (Stand 1. Januar 2022) im Département Gironde in der Region Nouvelle-Aquitaine. Sie gehört zum Kanton Le Sud-Gironde und zum Arrondissement Langon. 
Sie grenzt im Nordwesten an Lignan-de-Bazas, im Nordosten an Bazas, im Osten an Cudos, im Süden an Bernos-Beaulac und im Nordwesten an Pompéjac.

## Bevölkerungsentwicklung
| Jahr      | 1962 | 1968 | 1975 | 1982 | 1990 | 1999 | 2008 | 2015 |
| --------- | ---- | ---- | ---- | ---- | ---- | ---- | ---- | ---- |
| Einwohner | 98   | 96   | 68   | 77   | 83   | 96   | 151  | 191  |

## Sehenswürdigkeiten
- Kirche Saint-Vincent, seit 1907 als Monument historique ausgewiesen

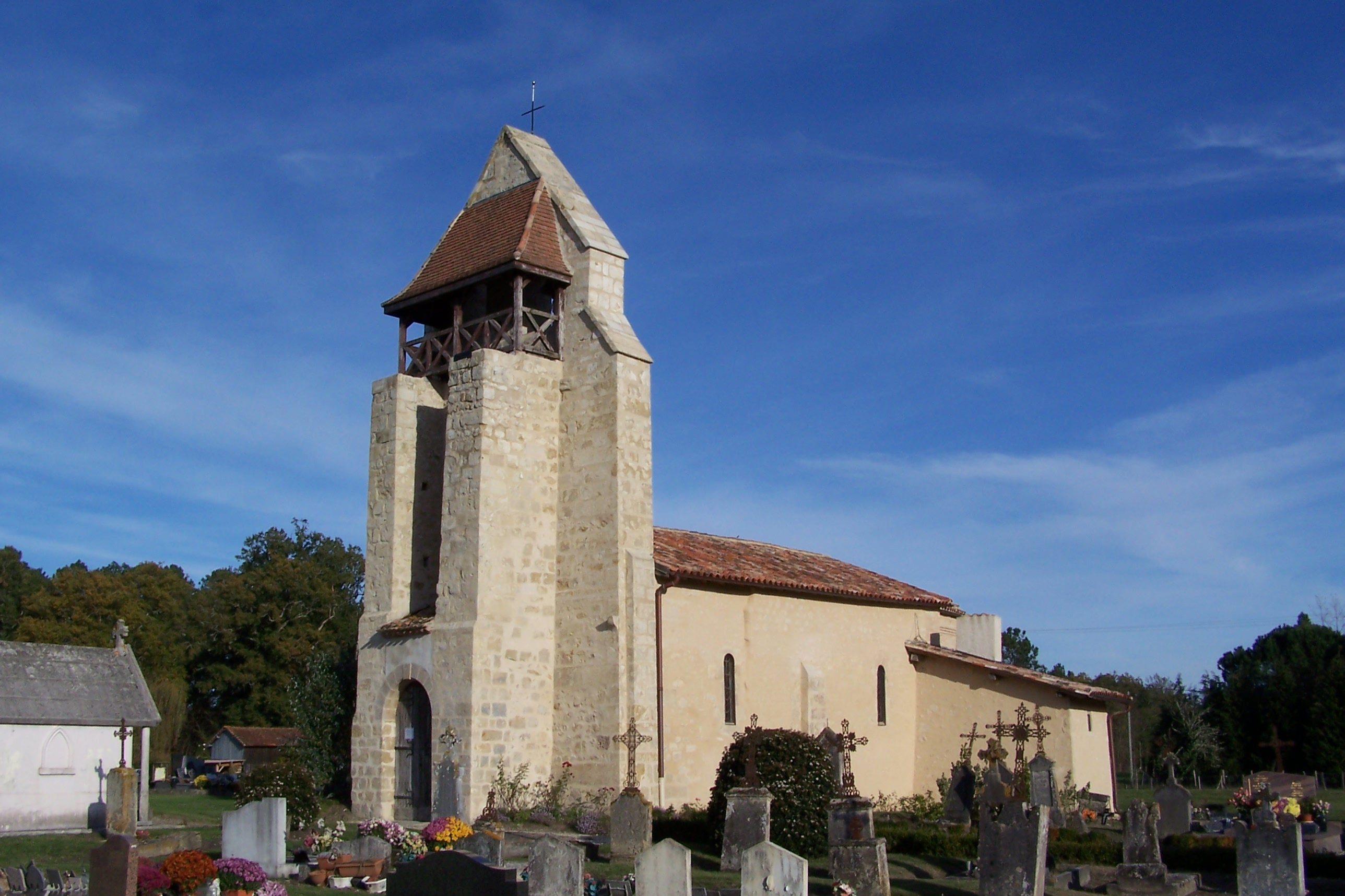
Kirche Saint-Vincent